# مادلين دوغان
مادلين دوغان (بالإنجليزية: Madeline Duggan)‏ هي ممثلة بريطانية، ولدت في 28 يونيو 1994 في برموندزي ‏ في المملكة المتحدة.

## وصلات خارجية
- مادلين دوغان على موقع IMDb (الإنجليزية)
- مادلين دوغان على موقع ميوزك برينز (الإنجليزية)
- مادلين دوغان على موقع قاعدة بيانات الفيلم (الإنجليزية)